# Великое княжество Литовское (1811)
Великое княжество Литовское (бел. Вялікае Княства Літоўскае) — проект автономного образования в составе Российской империи, предложенный польским музыкантом и политическим деятелем Михаилом Клеофасом Огинским императору Александру I в 1811 году. Это образование предполагалось создать в противовес профранцузскому герцогству Варшавскому на территории восьми губерний: Виленской, Волынской, Гродненской, Витебской, Могилёвской, Минской, Киевской, Подольской, а также Белостокской области и Тарнопольского округа.

## План Огинского
Идея создания из западных губерний России особого образования была высказана сенатором М. К. Огинским в апреле 1811. По предложению императора группой магнатов (М. К. Огинский, Ф. К. Любецкий, Л. Плятер и др.). были разработаны основные положения проекта. Согласно плану предполагалось создать из вышеуказанных территорий Российской империи особую провинцию под названием Великое княжество Литовское с центром в Вильне и во главе с наместником российского императора. Предусматривалось создание особых органов управления (Литовской канцелярии в Петербурге, Административного совета и Верховного трибунала в Вильне). Законодательным кодексом должен был стать Статут Великого княжества Литовского 1588 года, а польский язык — языком делопроизводства. Все государственные должности планировалось замещать только уроженцами Княжества. Предлагалось выделить средства на образование в ВКЛ на отдельный счёт государственного бюджета.

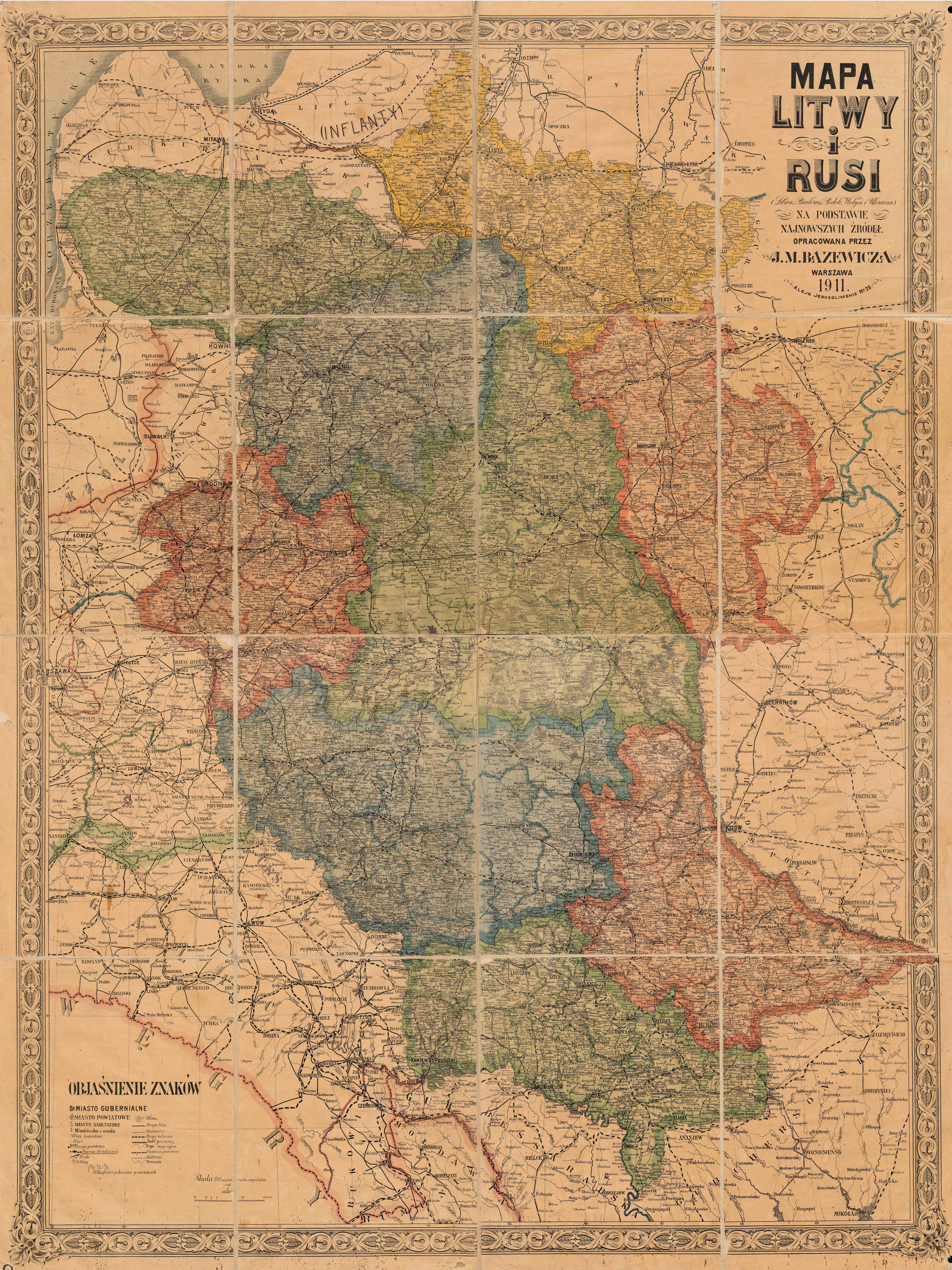
Карта Великого Княжества Литовского

Целью проекта была нейтрализация профранцузского влияния и укрепления позиций российской власти в «польских губерниях». Однако не менее важным, если не главным, было желание Александра I максимально использовать людские и материальные (пищевые) ресурсы Беларуси.

## Польское королевство
В записках от 15 (27) октября и 1 декабря 1811 года Огинский советовал императору не ограничиваться созданием Великого княжества Литовского, а предложил восстановить Королевство Польское. По его мнению, подобный шаг выбил бы инициативу из рук Наполеона, и заставил бы поляков видеть в Александре I защитника их Родины. В случае же войны с Францией, Польша должна была выступить на стороне России, и тогда император принял бы польскую корону. Это предложение, в отличие от предыдущего, не нашло поддержки у Александра I.